# Cossé-le-Vivien
Cossé-le-Vivien é uma comuna francesa na região administrativa do País do Loire, no departamento de Mayenne. Estende-se por uma área de 44.41 km². Em 2010 a comuna tinha 3 246 habitantes (densidade: 73,1 hab./km²).

## Outras imagens

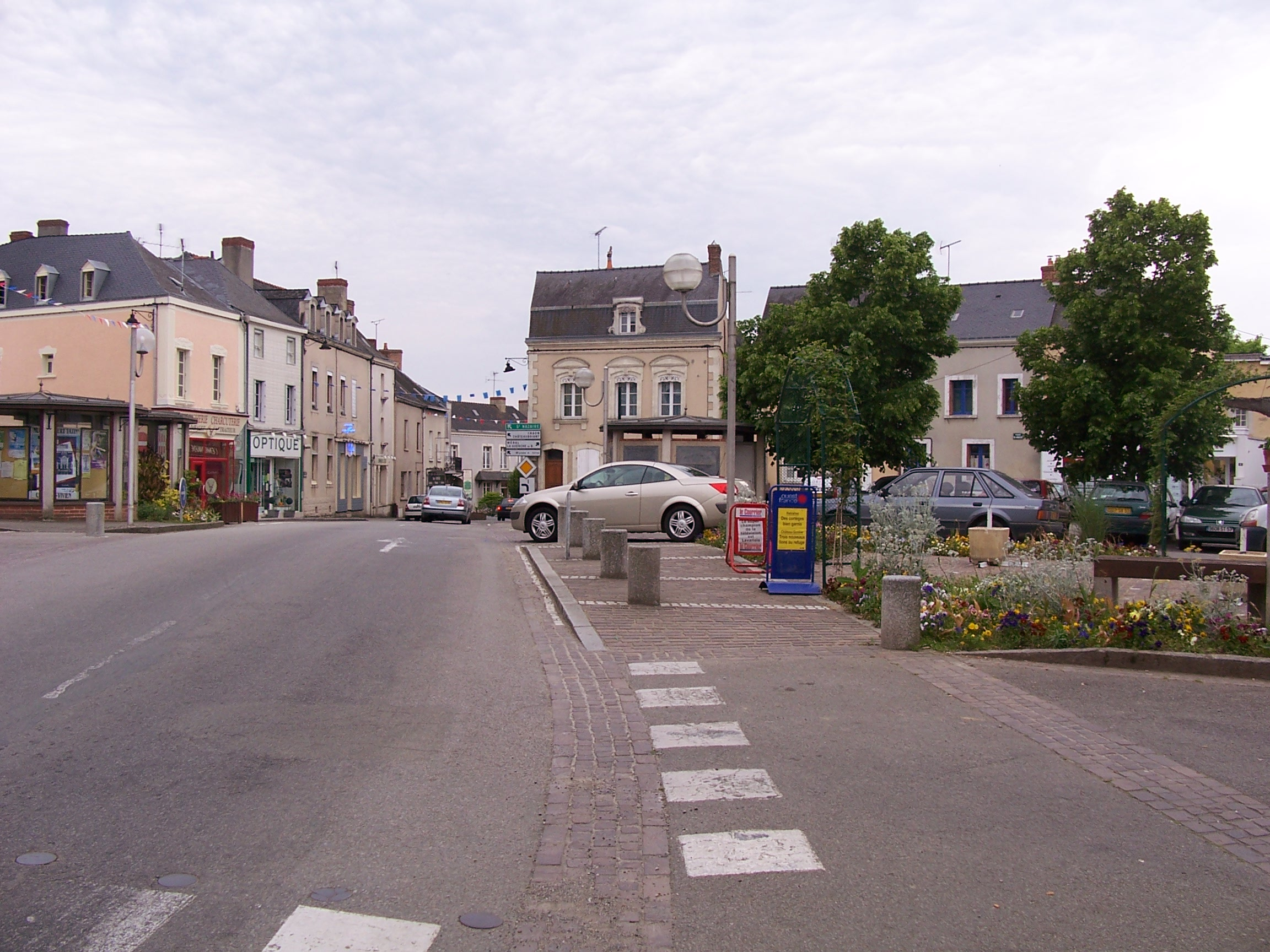
Centro da cidade.
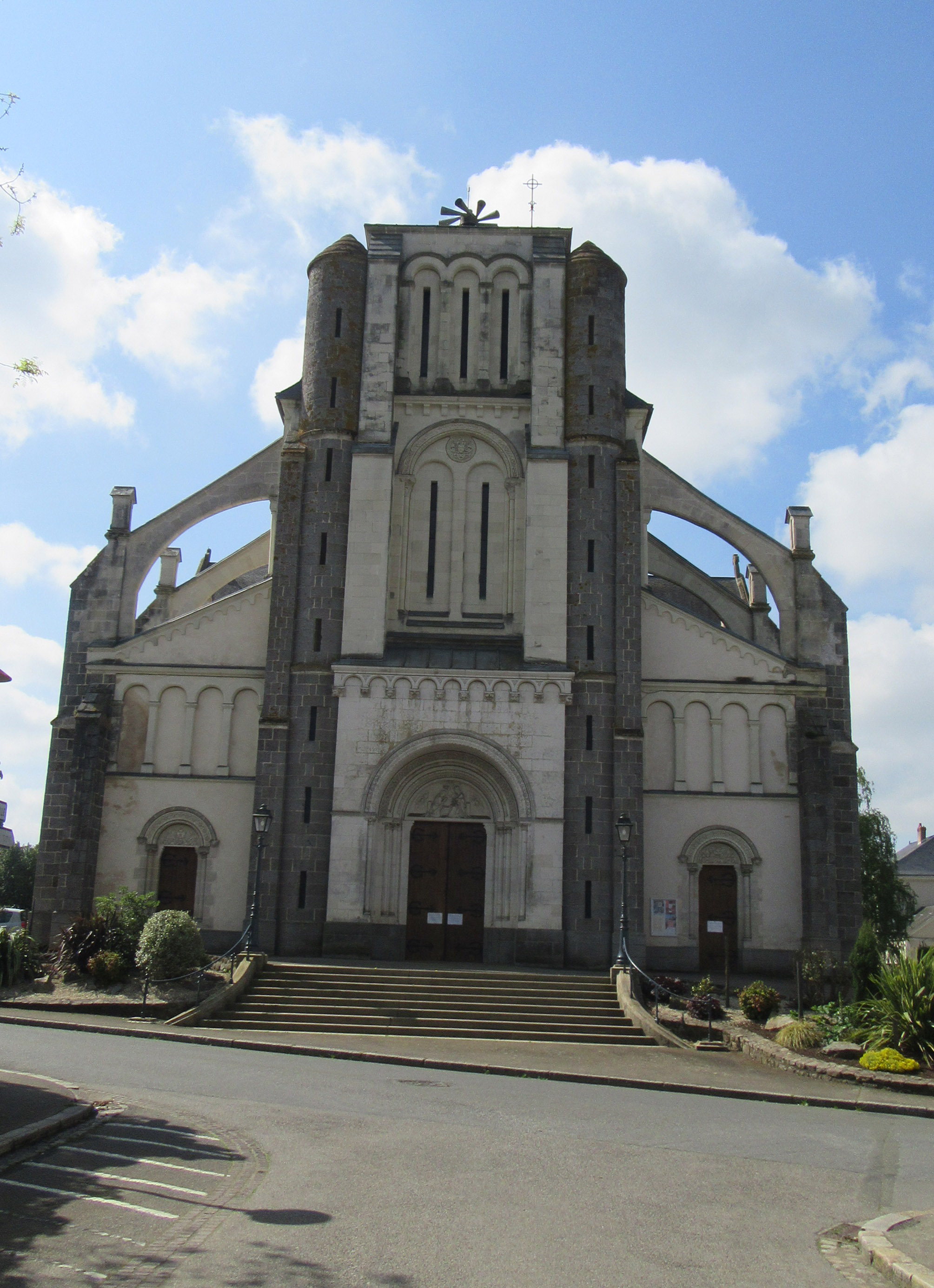
Igreja paroquial